# Municipio de Golden (Míchigan)
El municipio de Golden (en inglés: Golden Township) es un municipio ubicado en el condado de Oceana en el estado estadounidense de Míchigan. En el año 2010 tenía una población de 1742 habitantes y una densidad poblacional de 19,21 personas por km².

## Geografía
El municipio de Golden se encuentra ubicado en las coordenadas 43°41′23″N 86°27′7″O / 43.68972, -86.45194. Según la Oficina del Censo de los Estados Unidos, el municipio tiene una superficie total de 90.7 km², de la cual 86,68 km² corresponden a tierra firme y (4,44 %) 4,02 km² es agua.

## Demografía
Según el censo de 2010, había 1742 personas residiendo en el municipio de Golden. La densidad de población era de 19,21 hab./km². De los 1742 habitantes, el municipio de Golden estaba compuesto por el 94,26 % blancos, el 0,23 % eran afroamericanos, el 0,98 % eran amerindios, el 3,44 % eran de otras razas y el 1,09 % eran de una mezcla de razas. Del total de la población el 7,46 % eran hispanos o latinos de cualquier raza.